# ホルモン焼きうどん

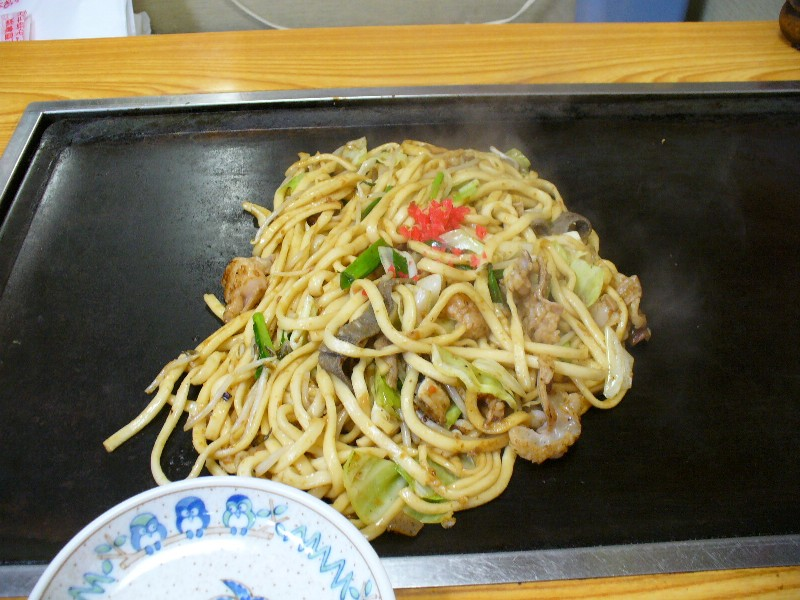
兵庫県佐用町のホルモンうどん

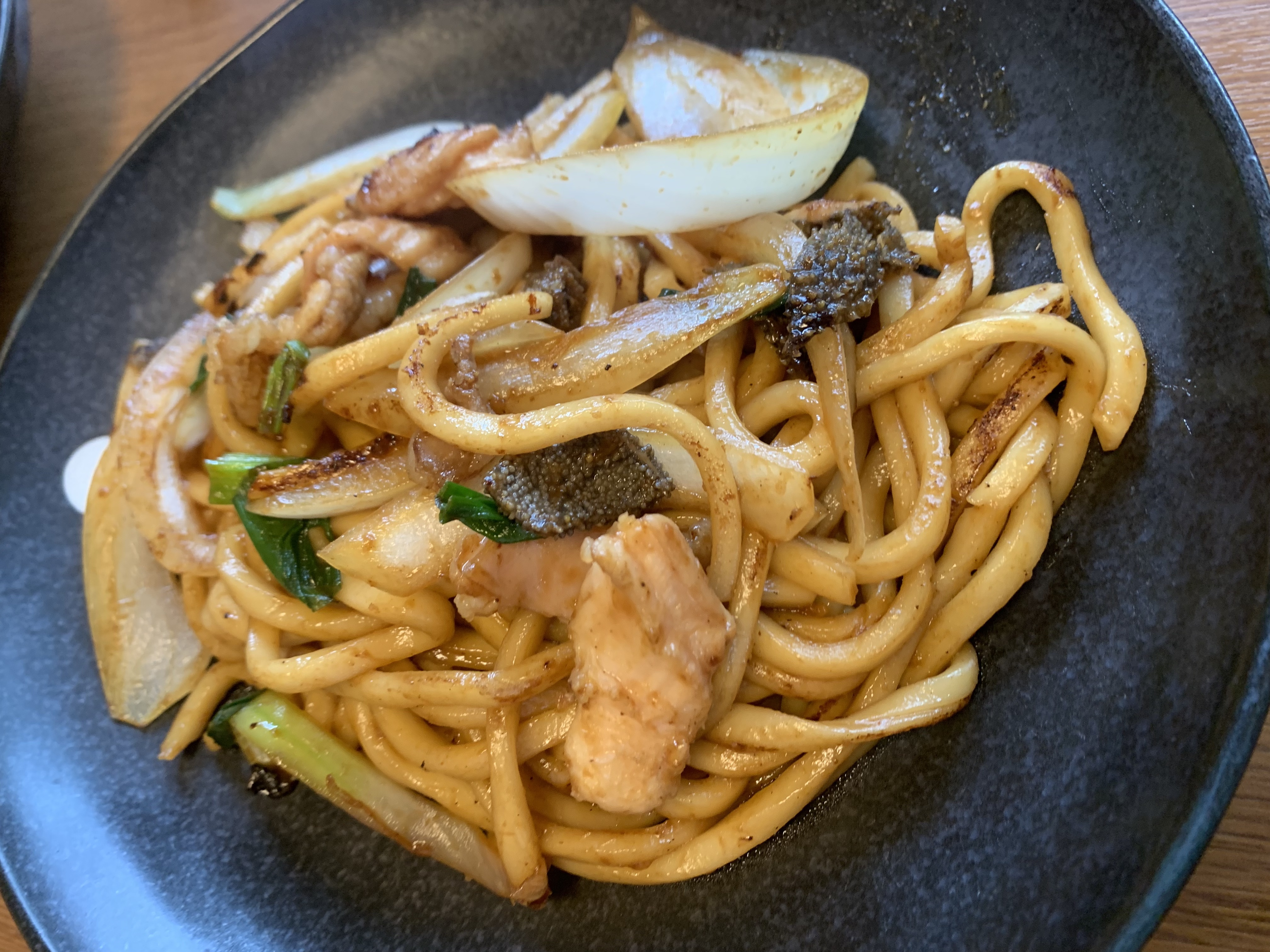
岡山県津山市のホルモンうどん

ホルモン焼きうどん（ホルモンやきうどん）は、兵庫県佐用郡佐用町および岡山県の美作地方中東部（津山市など）の名物料理。佐用町は2003年から、津山市は2008年からそれぞれご当地グルメとして売り出し、町の活性化を試みている。通称「ホルモンうどん」とも呼ばれる。
津山市のホルモン焼きうどんは、2011年のB-1グランプリでシルバーグランプリ（第2位）を獲得している。

## 概要

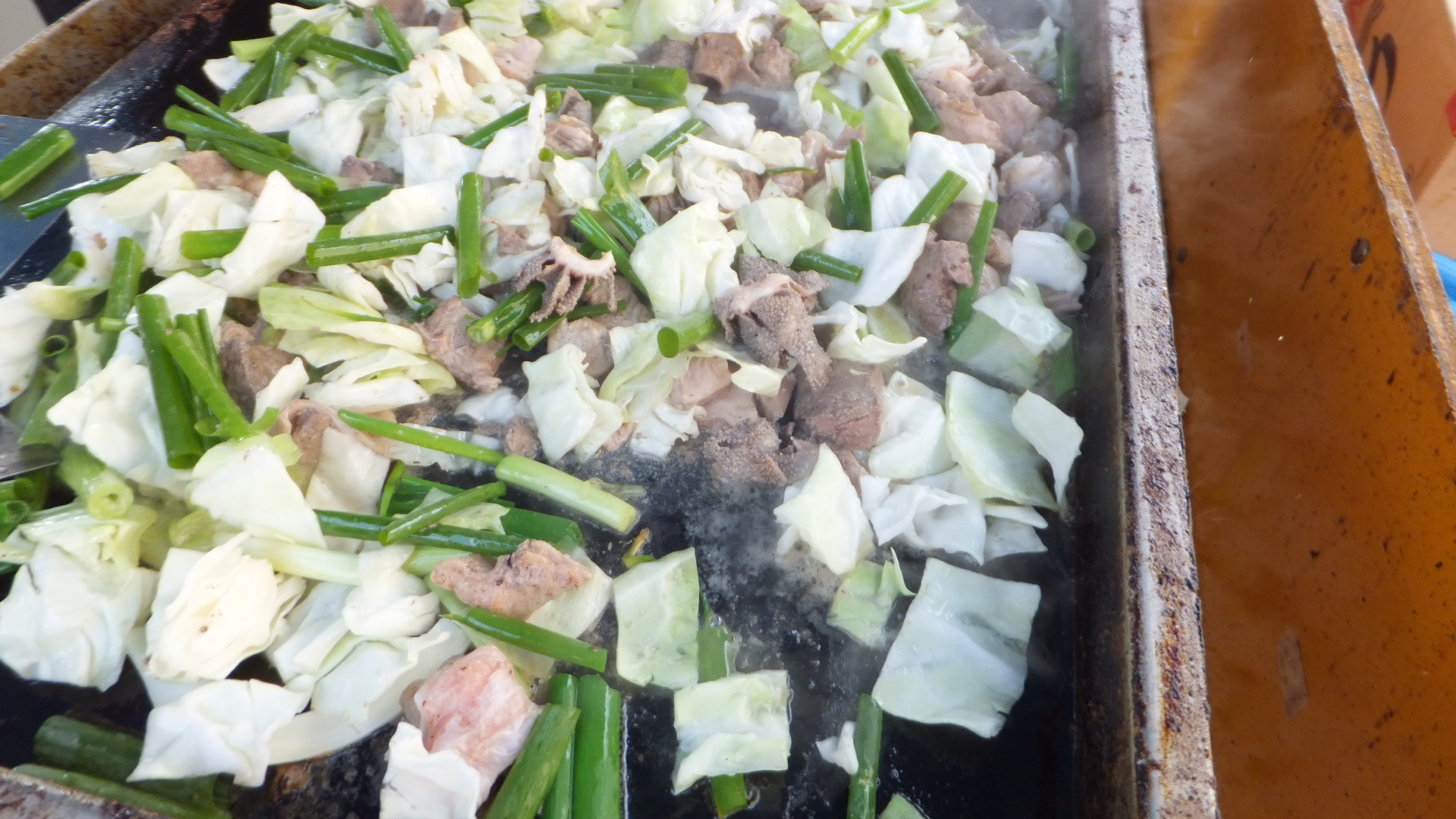
調理風景

鉄板焼きの焼きうどんの一種で、具材にホルモンを多く使用し、タレをかけて焼く。
津山市内の鉄板焼きの店では、ほとんどの店がホルモン焼きうどんを提供している。味噌味、ソース味、たくさんの野菜と合わせた物など店によってバラエティに富んでいる。

## 歴史
兵庫県の佐用町から岡山県の北部にかけての山間部地域は古くから畜産業が盛んであり、農耕用に利用されていた和牛の改良を行い「作州牛肉」と呼ばれる優れた和牛血統を創出してきた。津山市には食肉処理センター（屠畜場）があるため、新鮮なホルモン（内臓肉、もつ）の入手が容易で安価でもあったことから、市内の飲食店では多くの「ホルモン料理」を提供している。（ホルモン焼きも参照）
これにお腹を満たすために、同じく安価なうどんを一緒に焼いたことで、ホルモン焼きうどんが誕生したのではないかと考えられている。
佐用町には、1951年創業でホルモン焼きうどんを提供している店もある。
ホルモンや野菜を炒める、これにうどんを加えて焼き上げるのは津山市、佐用町とで共通であるが、津山市のホルモン焼きうどんが鉄板上でたれを絡めて焼くのに対し、佐用町のホルモン焼きうどんは、しょうゆベースのニンニク風味やみそだれ、濁り酒などからつくられる特製たれをつけ汁で食べるのが特徴となっている。つけ汁で食べるようになったのは、ホルモン焼きうどんは主に力仕事を終えた後の男性たちが酒の肴として食べていたこともあり、濃い味が求められたことによる。

## ご当地グルメ
ホルモンうどんを町おこしの起爆剤にするため、佐用町が「佐用ホルモンうどん食わせ隊」、津山市が「津山ホルモンうどん研究会」という振興団体を結成し、普及活動に努めている。両団体ともかつてはB-1グランプリの主催団体である愛Bリーグの正会員で、津山ホルモンうどん研究会は2011年の姫路大会で第2位に入賞した。一方、佐用ホルモンうどん食わせ隊はB-1グランプリの審査要件となる「2万食以上の提供」が困難であるとしてB-1グランプリへの参加を見送り、後に愛Bリーグを退会した。
2000年ごろまでは、佐用町のホルモン焼きうどんを提供する店は旧佐用町中心部に2、3店あっただけであり、女性客も少なかったが、2001年に町有志らで結成された「佐用ホルモンうどんくわせ隊」は、町外のイベント会場などに出向いて提供、販売といった広報活動を行うなどして、その魅力を発信した。これによって知名度が高まり、町内にホルモン焼きうどんを提供するようになった店が増え、町全体のご当地グルメとして脚光を浴びるようになった。
佐用町では、佐用町商工会青年部が中心となって「ホルモン焼きうどん」の案内マップを作成し配布している。